# Coganomyia
Coganomyia (лат.) — род мух из семейства каллифориды (Calliphoridae).

## Распространение
Распространены в Афротропике.

## Описание
Мухи среднего размера (длина около 9 мм), основная окраска жёлтая. Биология неизвестна. От близких групп отличается следующими признаками: боковая широкая непрерывная тёмная полоса проходит вдоль тела от задней части головы, через грудную плевру до кончика брюшка, сильно контрастирует с жёлтым телом в других местах; ариста длинная перистая; лобная витта голая; простернум и проэпистернальное вдавление щетинистые.

## Классификация
Род был впервые описан в 1977 году. Ранее выделялись в подсемейство Coganomyinae (Peris & González-Mora, 2004), синонимизированное с Bengaliinae.
- Coganomyia ornata Dear, 1977